# Enzenburg
Die Enzenburg oder Weißenburg ist eine abgegangene spätmittelalterliche Turmhügelburg (Motte) in der Nähe von Kranichfeld im Weimarer Land in Thüringen.

## Geographische Lage
Die Burg lag am Südrand der Niederung des Tonndorfbaches bei 315 m ü. NN etwa 2,5 Kilometer nördlich von Kranichfeld. Man findet die Burgstelle im Wald aus Richtung Erfurt und Nauendorf kommend, südöstlich des Stausees Hohenfelden, links der Straße nach Kranichfeld, schräg gegenüber dem Parkplatz „Am Stausee Hohenfelden“.

## Beschreibung
Es handelte sich um eine Turmhügelburg mit abgerundet-rechteckiger Form. Das einstige Bauwerk hatte eine Ausdehnung von 15 zu 12 Metern mit zwei nach Nordwesten und Westen vorgelagerten Wällen und Gräben. Die Burg soll im 12. und 13. Jh. bestanden haben.
Die Anlage könnte der Überwachung des mittelalterlichen Verkehrs zwischen Erfurt und Kranichfeld gedient haben. Ob der 1385 erwähnte Ludwig von Enzenberg mit der Burg in Beziehung stand, ist noch unklar. Ebenso ist eine Dorfstelle Enzenrode, die 1143 genannt wird, in Erwägung zu ziehen. 1599 wurde der Enzeröder See trockengelegt, an dessen Stelle heute der Stausee Hohenfelden liegt. Das Areal ist heute ein Bodendenkmal.